# Falcón (khu tự quản)
Falcón là một khu tự quản thuộc bang Cojedes, Venezuela. Thủ phủ của khu tự quản Falcón đóng tại Tinaquillo. Khự tự quản Falcón có diện tích 753 km2, dân số theo điều tra dân số ngày 21 tháng 10 năm 2001 là 73584 người.